# Congenital Disorder of Glycosylation
CDG bedeutet Congenital Disorders of Glycosylation, was wörtlich übersetzt angeborene Erkrankungen der Glykosylierung bedeutet. Weitere gebräuchliche Bezeichnung für diese Erkrankungen ist Dystroglykanopathie. Glykosylierung ist die Verknüpfung von Zuckerketten mit unterschiedlichen Biomolekülen wie Eiweißen (Proteinen) und Fetten. Es gibt unterschiedliche Bindungen von Zuckerketten an Proteine. Die bekannten Erkrankungen der Glykosylierung betreffen überwiegend die N-Glykosylierung (N für die Aminogruppe der Aminosäure Asparagin), bei der Zuckerketten (N-Glykane) an die Aminosäure Asparagin, in spezifischer Abfolge mit anderen Aminosäuren, synthetisiert werden. Die initialen Schritte des Aufbaus der N-Glykane erfolgen im Endoplasmatischen Retikulum, an einem in der Membran des ER lokalisierten Lipidanker, dem Dolichol. Danach erst wird das Glykan auf das Protein übertragen. Die Vollendung der N-Glykane wird im Golgi-Apparat vollzogen.
Bei der sogenannten O-Glykosylierung (O für die Hydroxygruppe der Aminosäure) werden Zucker überwiegend an die Aminosäuren Serin und Threonin synthetisiert, der Aufbau der O-Glykane erfolgt fast ausschließlich im Golgi-Apparat. Es wird geschätzt, dass ca. 1 % aller Gene Proteine codiert, die an Glykosylierungsprozessen beteiligt sind.
Zuckerketten spielen auf zahlreichen Proteinen eine essentielle Rolle, so bestehen beispielsweise die Blutgruppenmerkmale A, B und O aus unterschiedlichen Zuckerketten. Zahlreiche weitere Proteine sind mit Zuckerketten verbunden und werden entsprechend als Glykoproteine bezeichnet. Da die Funktion vieler Glykoproteine bei Fehlen oder Fehlern der Zuckerketten eingeschränkt ist, entstehen bei CDG Erkrankungen oft zahlreiche Ausfälle. Es existieren jedoch auch Erkrankungen die nur ein Organ oder ein Zellsystem betreffen.
Das erste CDG wurde 1995 von dem belgischen Kinderarzt J. Jaeken (s. Jaeken-Syndrom) molekular und biochemisch charakterisiert. Seitdem wurden zahlreiche weitere Störungen der Glykosylierungen als eigene Krankheitsentitäten beschrieben. Bereits jetzt sind über 17 CDG beschrieben worden und in rascher Abfolge werden neue Erkrankungen entdeckt.
Die Aufklärung neuer CDG machten im Jahr 2000 die Umbenennung der Erkrankungen von ehemals Carbohydrate-Deficient Glycoprotein Syndrome (CDG-Syndrome, CDGS) zu Congenital Disorders of Glycosylation notwendig. Die Abkürzung CDG wurde beibehalten.
Die neue Einteilung beruht auf der intrazellulären Lokalisation des molekularen Defekts. Störungen im Aufbau des Oligosaccharid-Grundgerüstes im endoplasmatischen Retikulum werden als CDG-I, Störungen der Modifikation der Oligosaccharide im endoplasmatischen Retikulum und Golgi-Apparat als CDG-II bezeichnet. Die entdeckten CDG werden mit kleinen Buchstaben der Reihenfolge der Entdeckung nach benannt (CDG Ia, Beschreibung 1995, CDG Ib, Beschreibung 1998 usw.) Bei allen bisher bekannten CDG liegt ein autosomal rezessiver Erbgang vor.